# Сретенский, Василий Георгиевич
Васи́лий Гео́ргиевич (Егорович) Сретенский (21 января 1860, с. Круг Московская губерния — 20 июля 1900, Дуббельн-Мариенбад) — русский архитектор и реставратор, известный строительством церковных зданий.

## Биография
В 1885 году окончил Московское училище живописи, ваяния и зодчества со званием неклассного художника архитектуры. Некоторое время служил архитектором Московской духовной консистории. Вместе с Г. Е. Поповым владел архитектурной конторой в Москве, выполнял частные заказы. Осуществлял работы в Новом Иерусалиме и Аносином Борисоглебском монастыре. Похоронен в Москве на территории Скорбященского монастыря.

## Проекты

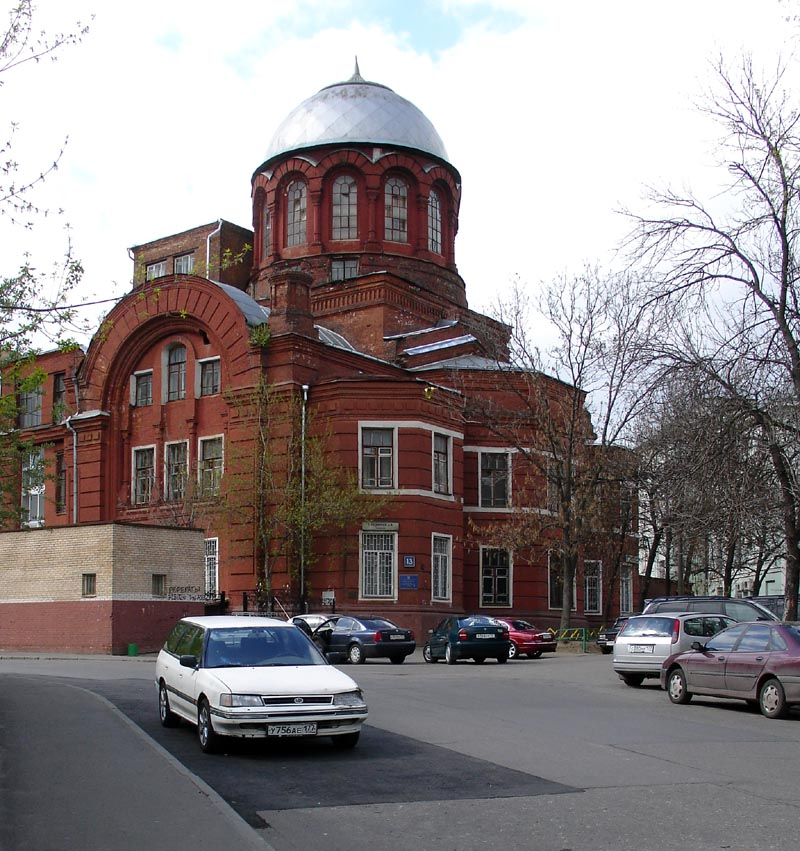
Храм Великомученика Георгия Победоносца в Грузинах

- Перестройка богадельни Внуковых (ок. 1890, Москва), не сохранилась;
- Деревянная часовня (1890, с. Борисково Истринского района Московской области), не сохранилась[1];
- Дом причта Храма святых мучеников Косьмы и Дамиана, что в Нижних Садовниках (1893, Садовническая улица, 51 стр. 2)[2];
- Доходный дом Казанского собора на Красной площади (1893, Москва, Вознесенский переулок, 16), ценный градоформирующий объект[2];
- Перестройка флигеля Морозовской богадельни (1894, Москва, Шелапутинский переулок, 4);
- Перестройка здания Московской Ремесленной Управы (1895, Москва, Никольская улица, 23)[2];
- Дом Московской духовной консистории, строил И. Е. Бондаренко (1897, Москва, Мясницкая улица, 3);
- Перестройка и новые приделы Церкви Богоявления Господня, что в Дорогомилово (1898, Москва, Большая Дорогомиловская улица, угол Второго Брянского переулка), не сохранилась[3];
- Училище и Церковь Четырёх Святителей Московских при Московском епархиальном свечном заводе (1898, Москва, Посланников переулок, 9, стр. 1)[4];
- Храм Великомученика Георгия Победоносца в Грузинах, совместно с Г. Е. Поповым (1899, Москва, Большая Грузинская улица, 13), объект культурного наследия регионального значения[2];
- Перестройка особняка Я. С. Филевского (1899, Москва, Рюмин переулок, 4/7 — Гончарная улица, 7/4)[5].